# سیارک ۶۰۸۰
سیارک ۶۰۸۰ (به انگلیسی: 6080 Lugmair، نامگذاری:1981EY26) شش هزار و هشتادمین سیارک کشف شده‌است که در ۲ مارس ۱۹۸۱ کشف شد.
قدر مطلق سیارک برابر ۳۷.۱ است.